# زیزیفین
زیزیفین (به انگلیسی: Ziziphin) با فرمول شیمیایی C۵۱H۸۰O۱۸ یک ترکیب شیمیایی با شناسه پاب‌کم ۴۴۱۹۵۷ است. که جرم مولی آن ۹۸۱٫۱۷ g/mol می‌باشد. 